# МіГ 1.44
МіГ 1.44 — дослідно-експериментальний російський прототип винищувача п'ятого покоління.
Літак, на якому планувалося встановити двигуни з керованим вектором тяги АЛ-41Ф. Створювався як противага американським винищувачам F-22 і за рядом характеристик перевершує свого американського суперника [джерело?]. Має широке застосування стелс-технологій. Все озброєння літака розташовувалося у внутрішньому відсіку. Покривався спеціальною радіопоглинаючою фарбою, кілі у 1.44 були спроектовані спеціальним способом кривих поверхонь, що суттєво знижує ЕПР літака, так само передбачалося використати на МФІ плазмогенератора — прилад, який створює навколо літака спеціальну хмару плазми, що знижує помітність літака при його опромінюванні різними засобами виявлення в 100 разів.

## Історія та загальні відомості
Попередні роботи по створенню важкого винищувача п'ятого покоління для ВПС і ППО почалися в кінці 1979 року в рамках програми І-90 (Винищувач 1990-х років). Літак з шифром 1.44 є дослідним зразком, на якому відпрацьовувались технології КБ «МіГ» за проектом І-90.
Літак з шифром 1.42 є допрацьованим 1.44, який повинен був піти у серійне виробництво і надійти до війська.

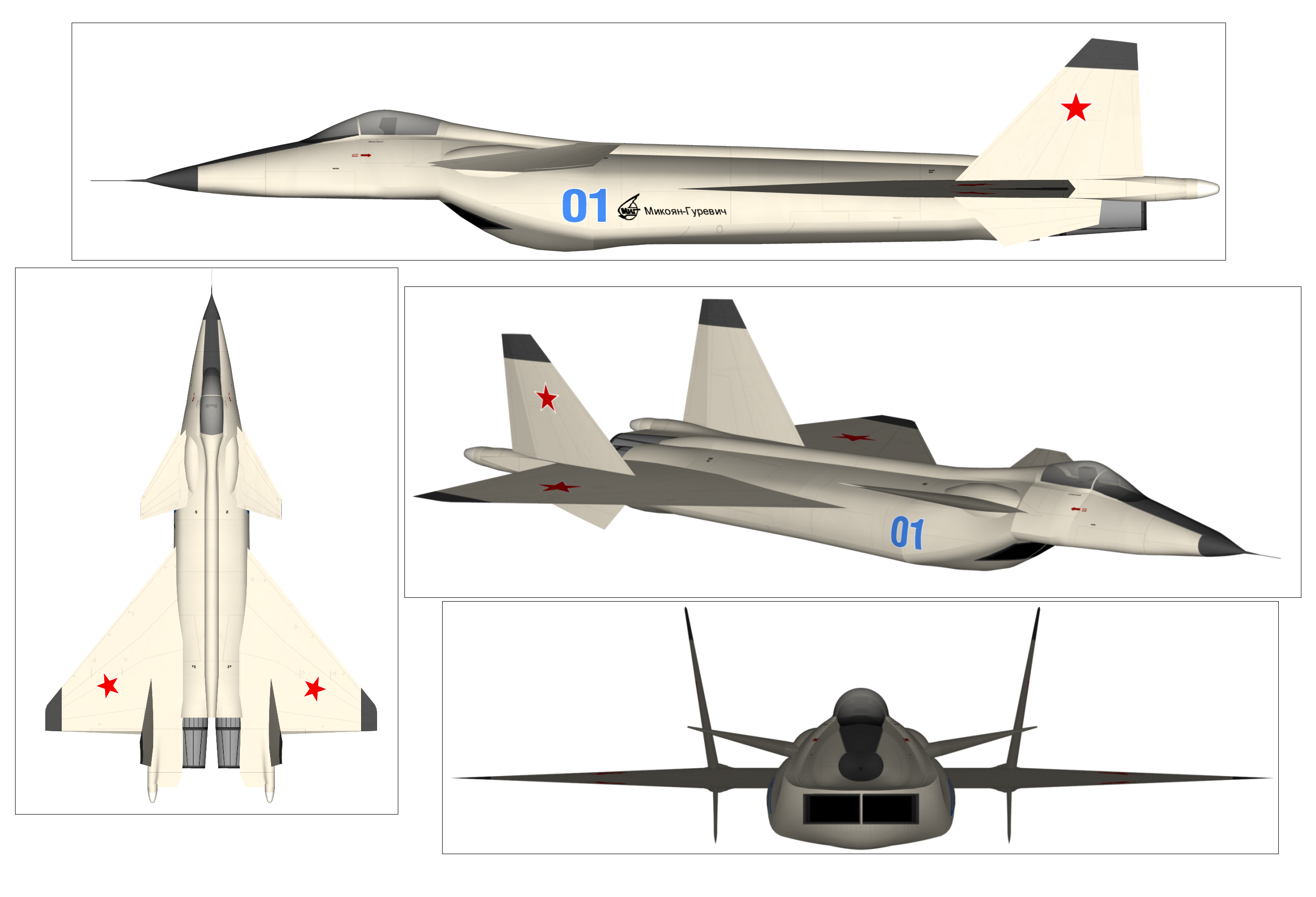

Розробка нового винищувача почалася в ДКБ ім. А. І. Мікояна. У 1983 р. була затверджена Комплексна цільова програма робіт по літаку, силовій установці, БРЕО та озброєнню, а також тактико-технічне завдання ВПС і ППО. У 1987 р. відбувся захист аванпроекту, а в 1991 р. ескізного проекту та макету літака, що отримав індекс МФВ багатофункціональний винищувач. Основними його особливостями повинні були стати:
- Надманевреність;
- Здатність до надзвукового польоту у безфорсажному режимі;
- Мала радіолокаційна і теплова помітність;
- Поліпшені злітно-посадочні характеристики;
- Значне скорочення вартості льотної години, кількості технічного складу, обсягу та ваги нестандартного обладнання, потрібного для обслуговування літака;
- Нова архітектура комплексу БРЕО, структура інформаційно-керуючого поля кабіни, висока ступінь інтеграції.

Паралельно з роботами над багатофункціональним фронтовим винищувачем на основі базової конструкції пророблялися варіанти літака-розвідника, винищувача корабельного базування й інші модифікації.
Більша частина технологій МФІ зараз активно використовується на ПАК ФА.
У зв'язку з політичними рішеннями й економічними труднощами 90-их років урядом Росії було прийнято рішення про призупинення робіт за проектом 1.44, в той час найкращим винищувачем[джерело?]. У даний момент єдиний прототип знаходиться в ЛДІ ім. М. М. Громова на стоянці МіГів.

## Модифікації
Літак з шифром 1.42 є дослідним зразком, на якому відпрацьовувалися технології КБ «МіГ» за проектом І-90. Побудований 1 прототип (1994), який використовувався для статичних випробувань.
Літак з шифром 1.44 є допрацьованим 1.42. Він повинен був піти на серійне виробництво і надійти до війська. Побудований 1 примірник (1999), ще 4 перебували на заводі «Сокіл» у різній стадії готовності на момент закриття проекту.
Літак з шифром 1.46 є глибокою модернізацією 1.44, значно перевершує його по ТТХ. На момент закриття проекту йшла підготовка до будівництва дослідного екземпляра.

## Міфи
Твердження про нібито встановлюювані на МіГ 1.42 плазмогенератори (пристроях, що створюють на поверхні фюзеляжу спеціальну хмару плазми, що різко знижує помітність літака при його опроміненні різними засобами виявлення) є фантазією В. О. Кучеренка, висловленою у його книзі «Зламаний меч Імперії». В дійсності електрогенеруючих потужностей на борту винищувача зовсім недостатньо навіть для розрахункових потреб плазмогенератора, а що найголовніше — ця ідея на даний момент вже застаріла з появою сучасних радіопоглинаючих покриттів і пасивних РЛС (наприклад, AN/ALR-94).
Більшість анонсованих характеристик були лише елементом російської пропагандистської кампанії.
Серед деяких не названих західних експертів існує думка, що деякі технології та загальні види літака були передані Китаю, хоча, можливо, китайці при створенні свого J-20 використовували креслення Проекту 1.46, куплені у ДКБ Сухого.